# Praentomobrya avita
Praentomobrya avita  (лат.) — ископаемый вид скрыточелюстных членистоногих подкласса ногохвостки из семейства Praentomobryidae. 

## Описание
Обнаружен в бирманском янтаре (типовая серия: Kachin State, Hukawng Valley, 32 км ю.-з. Tanai, около Noije Bum, Мьянма, Юго-Восточная Азия). Меловой период, сеноманский ярус (около 100 млн лет). Длина тела 1,5 мм. Голова покрыта микроскопическими короткими щетинками длиной от 0,01 до 0,03 мм. Мукро двузубчатое. Усики 4-члениковые. Ботриотрихии отсутствуют. 4-й абдоминальный сегмент крупный и почти в 2 раза длиннее второго. Первый грудной сегмент редуцирован. Вид Praentomobrya avita был впервые описан в 2006 году американскими энтомологами Кеннетом Христиансеном (Kenneth Christiansen) и Полом Насцимбене (Paul Nascimbene) по типовой серии, хранящейся в Американском музее естественной истории (Нью-Йорк) вместе с Cretacentomobrya burma, Protodontella minicornis, Protoisotoma burma, Sminthurconus grimaldi, Proisotoma pettersonae, Grinnellia ventis и другими новыми ископаемыми видами. Видовое название P. avita происходит от латинского слова avita (очень старый), а родовое Praentomobrya происходит от слова prae (предшественник) и названия наиболее близкого современного рода Entomobrya. Сходен с родами вымерших коллембол меловым Cretacentomobrya и пермским Permobrya.